# Nibiru
Pour les articles homonymes, voir Nibiru (homonymie).
Pour un article plus général, voir Planète X.
Nibiru ou Neberu est un nom de l’astronomie-astrologie babylonienne, désignant un astre associé au grand dieu Marduk, généralement identifié comme la planète Jupiter.
De nos jours, dans le domaine de la pseudo-science, il a pu être suggéré que ce serait une planète inconnue dans le système solaire.

## Textes antiques: un astre associé au dieu Marduk

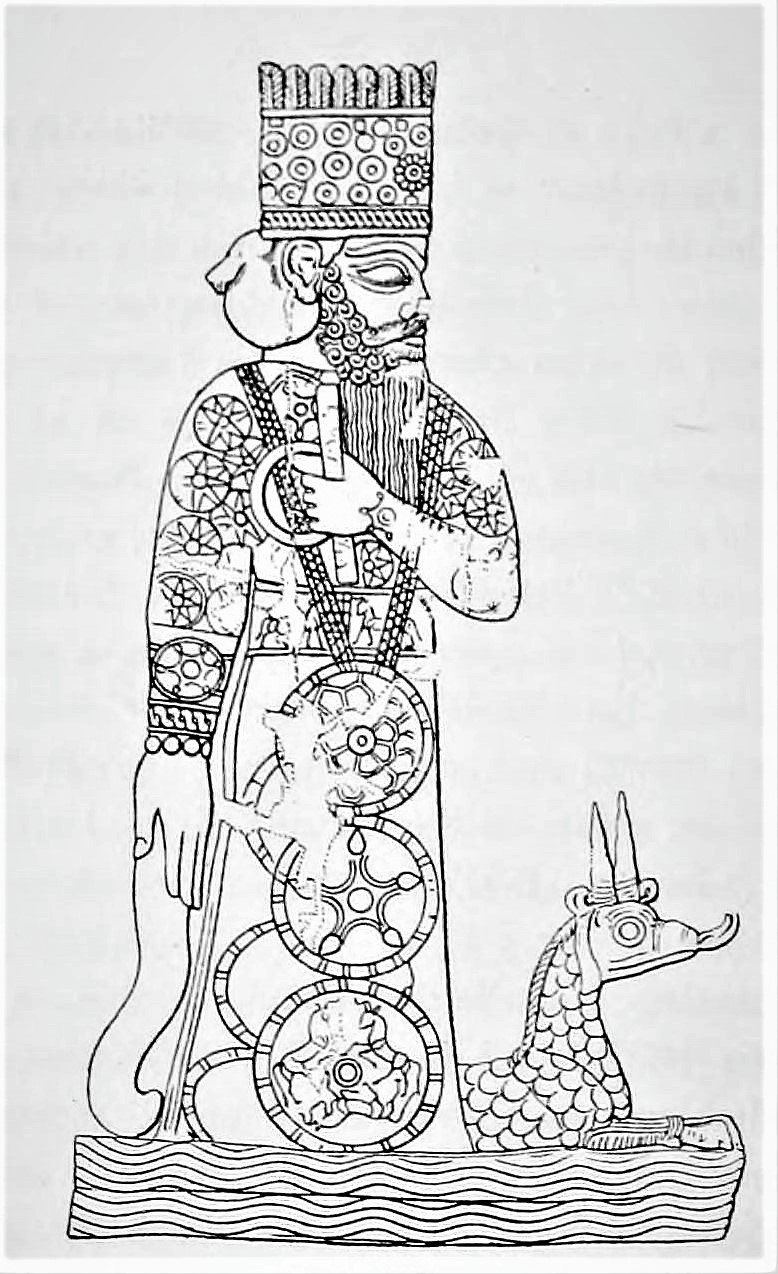
La statue de Marduk représentée sur un sceau-cylindre du roi babylonien Marduk-zakir-shumi I du

En akkadien, Nībiru/Nēberu est un mot qui peut prendre plusieurs sens, dont un sert à désigner un astre représentant le dieu Marduk, généralement identifié comme la planète Jupiter, quand elle se dresse au milieu du ciel ; selon certains chercheurs, elle pourrait également servir à désigner Mercure dans certains cas, cette planète étant aussi associée à Marduk. Le terme est traduit par « gué » ou « point de passage »,,.
Le mot apparaît également dans des tablettes astronomiques, notamment celles intitulées MUL.APIN et Astrolabe B, ainsi que des listes de portes. Il est en particulier employé quand cette planète est associée au dieu Marduk dans Enūma eliš, long texte mythologique célébrant les exploits et la grandeur du dieu. Un passage (VII, 124-132) en fait un des noms que peut porter le dieu, quand il revêt le rôle de régulateur du ciel et des étoiles, :
Nebiru : c’est bien lui

Qui tient les passages Ciel-Terre :

Nul ne passe En-haut ou En-bas 

Sans le solliciter !

Nebiru est son étoile,

Qui brille au Ciel :

Elle y occupe le Pôle

Et les dieux l'y admirent,

Disant : « Lui qui, infatigablement, passe-et-repasse 

Au-dedans de Tiamat,

Que Nebiru soit son Nom,

Puisqu’il en maîtrise l’intérieur ! 

À ce titre, il organise

Les trajectoires des étoiles au Ciel,

Et il paît, comme brebis,

Tous les dieux stellaires ! (...) »
— Enūma eliš (VII, 124-132), trad. Jean Bottéro

## Pseudo-science et culture contemporaine

### L'hypothèse de Zecharia Sitchin
Une hypothèse, jugée pseudo-scientifique, et même tout bonnement stupide (« plain silly ») par la NASA, est défendue par certains auteurs comme Zecharia Sitchin et Burak Eldem (en). Ils soutiennent l'idée que Nibiru serait un objet céleste encore non identifié par l'astronomie moderne. Cet astre supposé inconnu, la planète X, passerait à proximité de la Terre tous les 3 600 ans, et serait actuellement situé au-delà de Pluton. On l'assimile parfois à l'hypothétique planète Perséphone (astre supposé par certains astronomes sur base d'anomalies dans l'orbite de Neptune).
Sitchin suppose qu'une ancienne légende, L’Épopée de la Création, découverte dans les ruines de la bibliothèque d'Assourbanipal à Ninive, ne décrit pas des combats célestes symboliques opposant les divinités, mais des faits astronomiques réels, chaque divinité représentant une planète. Ce faisant, il remarqua qu'une planète inconnue était mentionnée en tant que Tiamat. Il affirme qu'une collision de Tiamat et Nibiru, aussi nommée Mardouk, engendra la Terre et la lune.
Suivant son orbite, Nibiru ne passerait au voisinage de la Terre que tous les 3 600 ans, causant à chaque fois d'importantes perturbations et destructions, une combinaison de facteurs aux effets dramatiques : séismes, tsunami, éruptions volcaniques, basculement de l'axe des pôles, terres englouties, changements climatiques, disparitions de certaines espèces animales, végétales et communautés humaines.

### Autres hypothèses

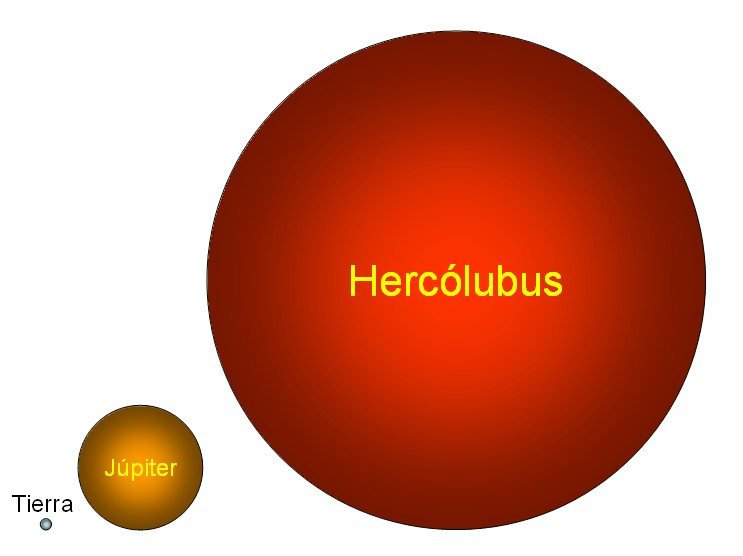
Échelle de comparaison entre « Hercolubus » (Nibiru), Jupiter et la Terre.

La théorie de Sitchin a été reprise par plusieurs mouvements New Age, qui associent la succession des différentes « ères » au passage de la planète Nibiru près de la Terre, et pour lesquels l'avènement du « Nouvel âge » correspondra donc à un nouveau rapprochement entre notre planète et l'astre mythique. La date de décembre 2012, présentée comme correspondant à un changement de baktun dans le compte long du calendrier maya, a été souvent avancée.
L'auteur ésotériste colombien V. M. Rabolú la nomme Hercolubus (nom inca de Nibiru) et par périphrase, Planète rouge dans son ouvrage du même nom (Hercólubus O Planeta Rojo, « Hercolubus ou Planète rouge ») : identifiée comme l'étoile de Barnard et déjà connue des Anciens, elle serait six fois plus grosse que Jupiter et responsable de la disparition de l'Atlantide, lors de son passage de l'époque à proximité de la Terre.
Marshall Masters, dans un de ses livres, appuie la théorie de l'existence de la planète X, Nibiru, dans le système solaire. Il pense que le South Pole Telescope américain en Antarctique a été construit pour observer cette hypothétique planète.
À noter que l'écrivain et chercheur Anton Parks (es) démonte cette théorie dans ses différents ouvrages.

### Musique
- En 2019, le chanteur de reggaeton portoricain Ozuna publie son 3e album intitulé Nibiru
- la pièce no 04 de l'album « Noirs et Professionnels » du Roi Heenok Nibiru en duo avec James Lescro.
- L'unique album du groupe de Heavy Metal français Sigis s'intitule Le grand retour de Nibiru.
- Un groupe de Death Metal français du Nord (59) se nomme Nibirus[16] dont la musique et les paroles évoquent le sujet de cette planète fantôme.
- Le sound-system anglais King Alpha enregistre, en 2011, le morceau Nibiru avec le chanteur Tena Stelin. Il est distribué en vinyle 10″, accompagné d'une version dub, nommée Planet X, sur la face B.
- Il existe un rappeur américain ayant pour pseudonyme Planet X. Ce dernier ayant travaillé avec les beatmakers/producteurs Da Beatminerz.
- Le rappeur Ab-Soul a lui aussi un titre qui s'intitule Nibiru
- Nibiru est également le nom d'un groupe de psychédélique - Doom métal originaire de San Francisco
- Le groupe de black metal « mésopotamien » Melechesh évoque souvent Nebiru , notamment dans leur morceau Secrets of Sumerian Sphynxology[17][réf. non conforme]
- En 2017, le rappeur Vald évoque la planète Nibiru dans sa chanson Lezarman sur l'album Agartha.
- Nibiru est le premier album solo d'Osirus Jack paru en 2019 (2021 en physique).

### Séries télévisées
Dans Scooby-Doo : Mystères associés, Nibiru est une entité démoniaque. C'est un trésor maudit sous la ville où habite les protagonistes : Crystal Cove. Nous retrouvons plusieurs références aux mayas, conquistadors, aux annunakis, à l'alignement des planètes.

### Jeux de cartes
- Le jeu de cartes Yu-Gi-Oh! comprend une carte nommée « Nibiru, l'Être Primitif »[18].